# Symphonie no 2 de Beethoven
Pour les articles homonymes, voir Symphonie no 2.
La Symphonie no 2 en ré majeur op. 36 du compositeur allemand Ludwig van Beethoven, est la deuxième de ses neuf symphonies. Elle a été composée entre 1801 et 1802 et créée le 5 avril 1803  au Theater an der Wien à Vienne sous la direction du compositeur, en même temps que celle de son troisième concerto et de son oratorio Christus am Ölberge. Publiée au comptoir des Arts et de l'Industrie à Vienne en mars 1804,, elle est dédiée au prince Carl von Lichnowsky, mécène du compositeur. C'est probablement la moins jouée de ses symphonies (avec sa huitième). Son manuscrit a été perdu.

## Histoire de l'œuvre

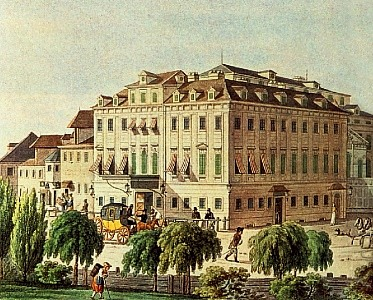
Theater an der Wien, Vienne.

Beethoven compose sa seconde symphonie alors que sa surdité se déclare. Ce qui aboutit de sa part à une profonde remise en question de son art ainsi qu'à une dépression perceptible dans le Testament de Heiligenstadt. Curieusement, l'écoute de l'œuvre ne témoigne guère des tourments contemporains de l'artiste. L'accueil de l'œuvre à sa création fut mitigé, les critiques contemporains ont notamment trouvé le final « confus », « tapageur », voire « barbare ».

## Orchestration
Elle est écrite pour orchestre symphonique.
| Instrumentation de la 2e symphonie de Beethoven                      |
| Bois                                                                 |
| 2 flûtes, 2 hautbois, 2 clarinettes en la, 2 bassons                 |
| Cuivres                                                              |
| 2 cors en ré et en mi, 2 trompettes en ré                            |
| Percussions                                                          |
| 2 timbales en la et en ré                                            |
| Cordes                                                               |
| premiers violons, seconds violons, altos, violoncelles, contrebasses |

## Structure
La seconde symphonie de Beethoven, comme la plupart des symphonies classiques, comprend quatre mouvements et son exécution dure environ une demi-heure.
| I   | Adagio molto - Allegro con brio | - 3/4 - - 4/4 - | croche = 84 blanche = 100 | ré majeur |
| II  | Larghetto                       | - 3/8 -         | croche = 92               | la majeur |
| III | (Scherzo) Allegro               | - 3/4 -         | blanche pointée = 100     | ré majeur |
| IV  | (Finale) Allegro molto          | - 2/2 -         | blanche = 152             | ré majeur |

## Analyse
La seconde symphonie de Beethoven reste très classique dans son écriture, ce qui contraste avec les symphonies suivantes. Elle comporte cependant des éléments novateurs comme l'apparition d'un scherzo remplaçant le traditionnel menuet mozartien, ainsi que la présence d'un contraste dynamique important et la liaison entre les différents mouvements pour en faire un tout.

### I - Adagio molto - Allegro con brio
Le mouvement débute par une longue introduction lente adagio molto qui affirme immédiatement la tonique par un fortissimo. Elle est suivie d'un allegro con brio de forme sonate. Le premier thème est énergique et plein d'entrain ; le second, amorcé en octave ascendante, a un caractère martial. Le développement s'appuie sur les deux groupes thématiques. La réexposition offre peu de différences hors la transposition tonale classique. Le mouvement se termine par une coda très développée comportant une marche harmonique et des arpèges gammées sur la tonique Ré.

### II - Larghetto
Le larghetto, de forme sonate, est le mouvement le plus réussi de la symphonie. Il présente une grande richesse mélodique que l'on retrouvera dans la symphonie pastorale. Beethoven y adopte une forme binaire (exposé de chaque thème, suivi d'une reprise variée) tout au long du mouvement. Dans le développement, le caractère se fait plus sombre avec des motifs plus courts sur un rythme obsédant. Le retour du cantabile à la réexposition est saisissant. Beethoven reprend la même structure binaire, mais les thèmes sont plus ornés qu'à l'exposition. Le mouvement se termine par une brève coda qui met le travail de la flûte en relief. Dans ce mouvement, les trompettes et les timbales sont absentes.

### III - Allegro
Le scherzo est plein de vigueur et de fantaisie avec des alternances de nuance piano et forte. Le trio conserve la même allure légère et gaie.

### IV - Allegro molto
Le finale allegro molto a également un caractère enjoué. Ces deux derniers mouvements d'humeur joyeuse équilibrent la nature calme et sereine de l'ample Larghetto. La forme sonate est plus libre et la courte reprise dans la tonalité principale au début du développement et de la coda lui donne un petit air de rondo. Le premier thème de l'exposition commence par un motif court et scandé, alors que le second thème, confié aux vents, est très cantabile. Le développement est très court et repose exclusivement sur le premier thème. Il se termine par un dialogue animé entre les violons et les bois. La coda avec développement terminal est plus longue que l'exposition. Cette nouveauté, très critiquée lors de la première, deviendra l'une des caractéristiques du style beethovénien. Après la reprise du premier thème, un intermède plein de douceur intervient avant que n'éclate une fanfare fortissimo. Puis Beethoven revient sur une évocation du premier motif avant les accords conclusifs.

## Postérité
En 1803, Beethoven a fait lui-même une transcription de cette symphonie pour trio avec piano, violon et violoncelle.

## Repères discographiques